# アグスティン・アリエタ
ホセ・アグスティン・アリエタ（José Agustín Arrieta、1803年8月29日 - 1874年12月22日）は、メキシコの画家である。スペイン語圏で「Costumbrismo」と呼ばれる風俗画や「ボデゴン(bodegón)」と呼ばれる静物画を描いた。フアン・コルデロ(Juan Cordero)とともに、19世紀末後半に、メキシコ的なものを題材に描く代表的な画家となった。

## 略歴
メキシコ南部、トラスカラ州のチアウテンパン(Chiautempan)で生まれた。バスク地方を出自とする両親とともに幼いころにプエブラ・デ・サラゴサに移った。アリエタはプエブラで生涯を過ごすことになった。アリエタの生涯についての記録は少なく、1826年に結婚したことと、プエブラの美術アカデミー(Academia de Bellas Artes de Puebla)とメキシコシティのアカデミア・デ・サン・カルロス(Academia de San Carlos)に入会し、その展覧会に出展したことが記録に残っている。
自ら工房を開いて、メキシコの庶民の生活などを描き始めるが、その種の絵は富裕層に人気はなく、絵は描いて得られる収入は少なかった。1852年の住民調査の記録で画家として登録されておらず、州議会の案内係の仕事で収入を得ていた。
生涯を通じて画家としての人気は低く貧しい生活のうちに没した。プエブラの美術品コレクターで、プエブラに美術館(Museo José Luis Bello y Zetina)を遺贈することになるホセ・ルイス・ベリョ・イ・セティナ(José Luis Bello y Zetina: 1889-1968) が1943年に出版した著書、「La pintura en Puebla」で取り上げられたことによって再評価されることになった。

## 作品

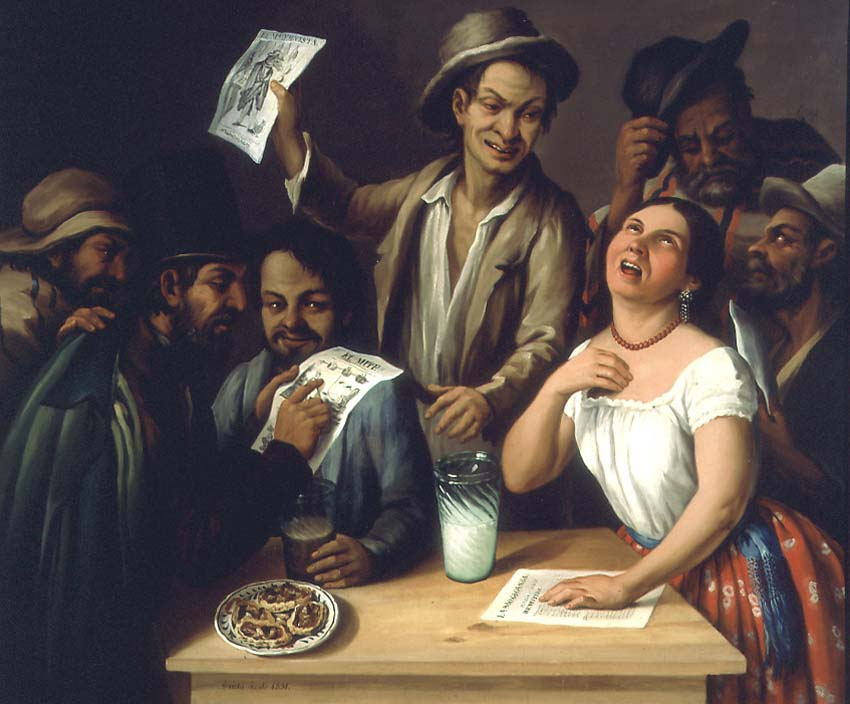
プルケリアに集まる人々
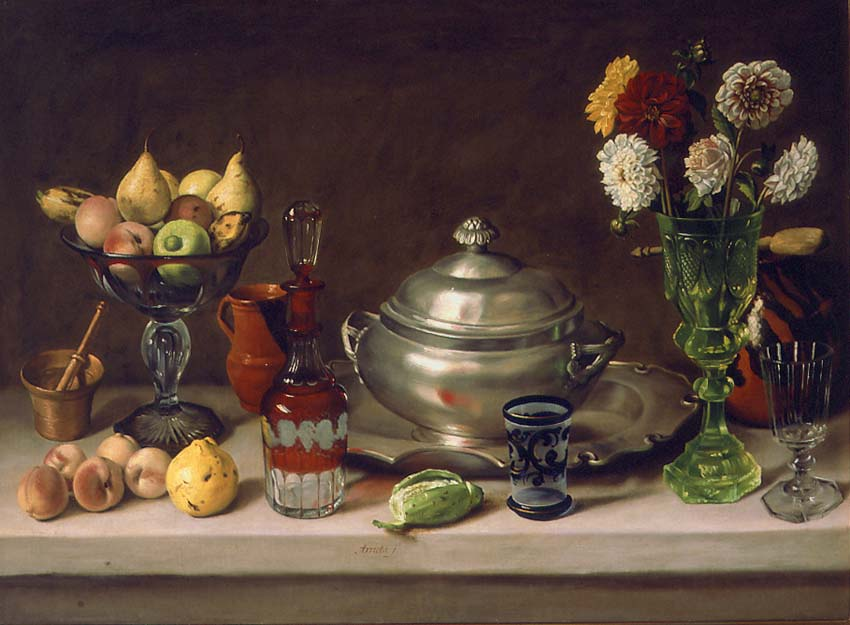
静物画
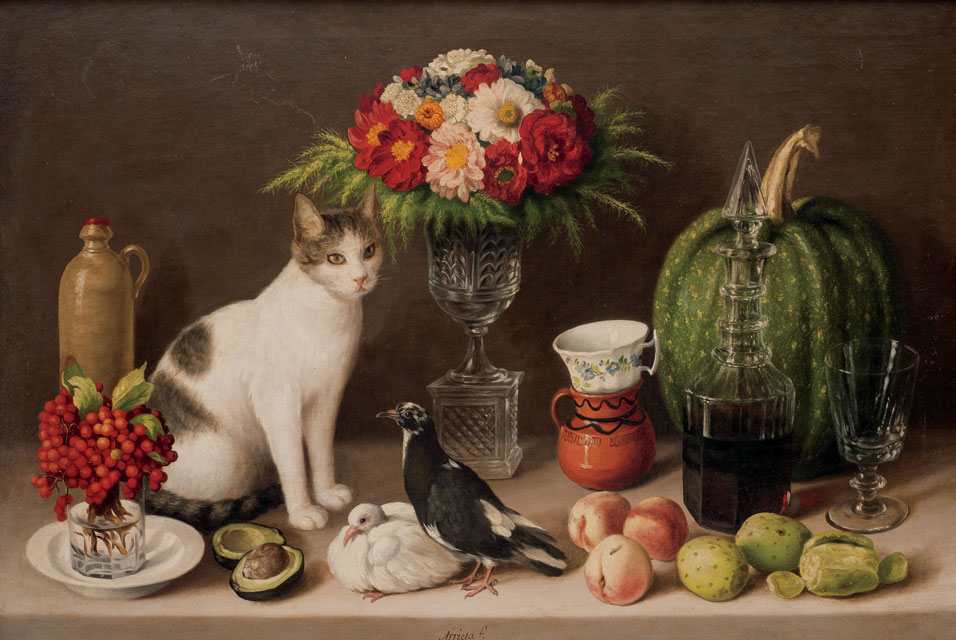
猫と鳥のいる静物画

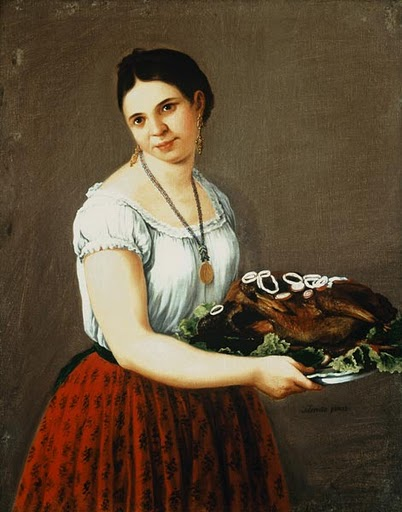
村娘
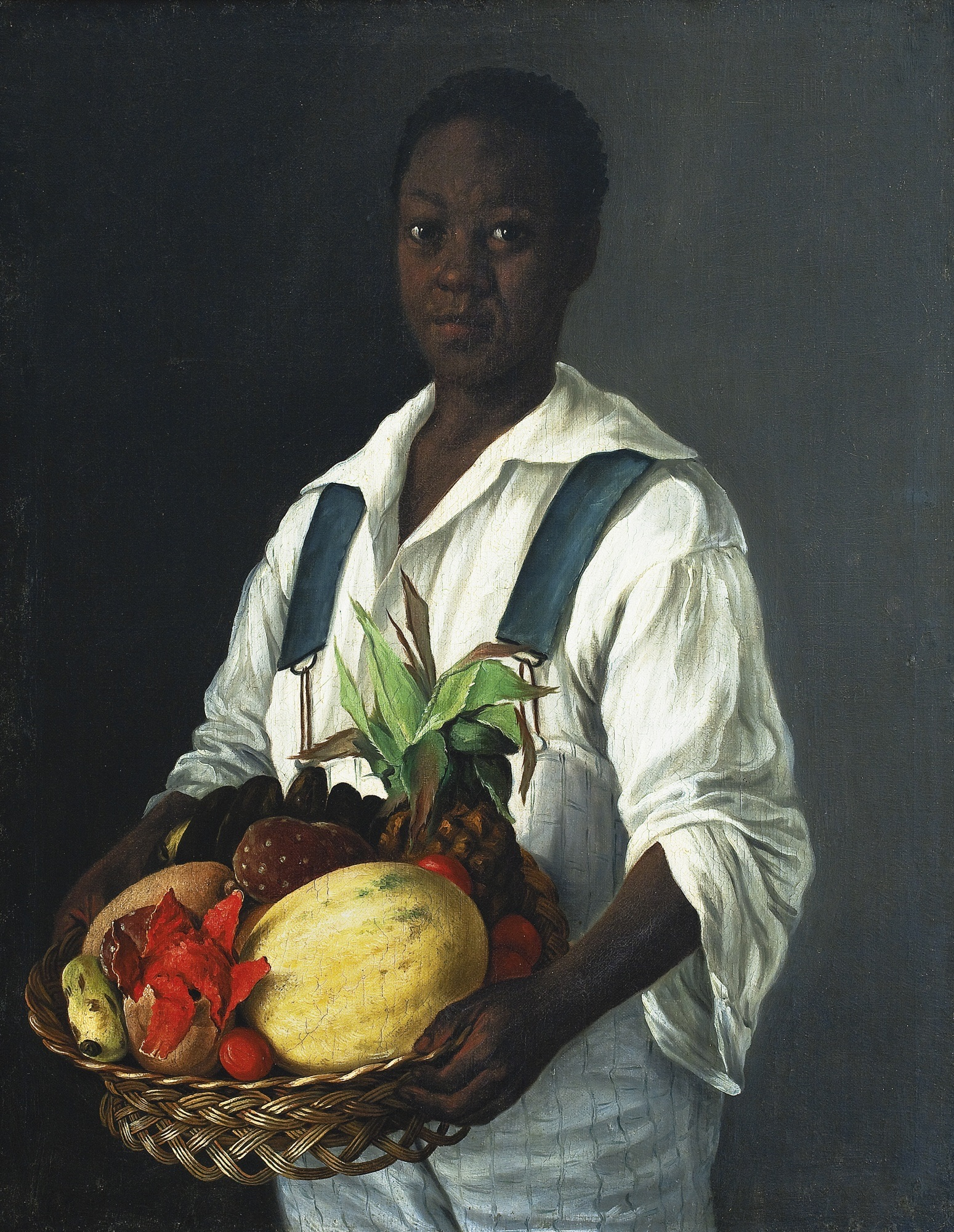
El Costeño
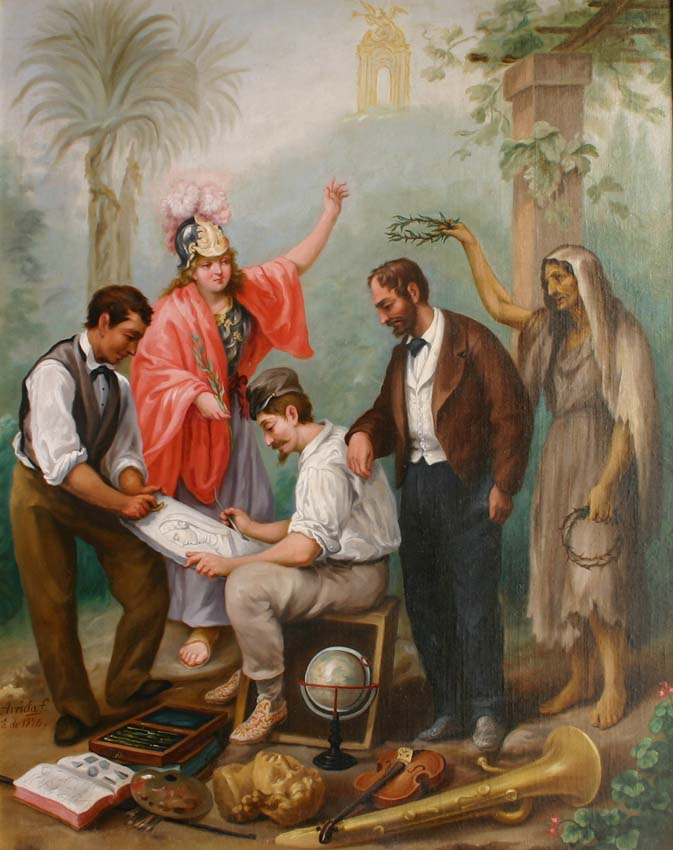
工芸に関する寓意画